# MSANTD4
MSANTD4 (англ. Myb/SANT DNA binding domain containing 4 with coiled-coils) – білок, який кодується однойменним геном, розташованим у людей на короткому плечі 11-ї хромосоми. Довжина поліпептидного ланцюга білка становить 345 амінокислот, а молекулярна маса — 41 150.
| 10         |  | 20         |  | 30         |  | 40         |  | 50         |
| ---------- |  | ---------- |  | ---------- |  | ---------- |  | ---------- |
| MKQLKRKRKS |  | NFSVQETQTL |  | LKEITKRKEV |  | IFSKQLNTTI |  | NVMKRMAWEE |
| IAQCVNAVGE |  | GEQRTGTEVK |  | RRYLDWRALM |  | KRKRMKANIK |  | LVGSGFPLPS |
| SDLDDSLTEE |  | IDEKIGFRND |  | ANFDWQNVAD |  | FRDAGGSLTE |  | VKVEEEERDP |
| QSPEFEIEEE |  | EEMLSSVIPD |  | SRRENELPDF |  | PHIDEFFTLN |  | STPSRSAYDE |
| PHLLVNIEKQ |  | KLELEKRRLD |  | IEAERLQVEK |  | ERLQIEKERL |  | RHLDMEHERL |
| QLEKERLQIE |  | REKLRLQIVN |  | SEKPSLENEL |  | GQGEKSMLQP |  | QDIETEKLKL |
| ERERLQLEKD |  | RLQFLKFESE |  | KLQIEKERLQ |  | VEKDRLRIQK |  | EGHLQ      |

A: Аланін

C: Цистеїн

D: Аспарагінова кислота

E: Глутамінова кислота

F: Фенілаланін

G: Гліцин

H: Гістидин

I: Ізолейцин

K: Лізин

L: Лейцин

M: Метіонін

N: Аспарагін

P: Пролін

Q: Глутамін

R: Аргінін

S: Серин

T: Треонін

V: Валін

W: Триптофан

Кодований геном білок за функцією належить до фосфопротеїнів. 